# هيلاري بلومبرج
هيلاري باتريشيا بلومبرج (بالإنجليزية: Hilary Patricia Blumberg)‏ هي طبيبة وأستاذة في الطب النفسي في مدرسة طب جامعة ييل. وهي أيضًا أستاذة في علم الأشعة والتصوير الطبي الحيوي، وتعمل في مركز دراسة الطفل في جامعة ييل، تعمل كعضو هيئة تدريس منذ عام 1998. وقد التحقت بجامعة هارفارد في مرحلة البكالوريوس ، ثم أكملت كلية الطب في كلية كورنيل الطبية (1990). أكملت فترة تدريبها الطبي ودراستها للطب النفسي في كلية طب ويل كورنيل في جامعة كورنيل / مستشفى نيويورك، وتدربت للزمالة في كلية طب ويل كورنيل في جامعة كورنيل. وقد حصلت على العديد من الجوائز عن عملها مثل التحالف الوطني لأبحاث 2006 في الفصام والاكتئاب (NARSAD) وجائزة جيرالد إل. كليرمان للبحوث السريرية. قامت بلومبرج بتأليف عدد من المقالات العلمية التي تركز على الإضطراب ذو الإتجاهين والتصوير العصبي وتأثيرات وراثية محددة ومسارات تطويرية وعلاقات هيكلية وظيفية.

## جوائز
- (2006) جائزة الباحث المستقل - NARSAD
- (2002) جائزة الباحث الصغير - NARSAD
- جائزة الباحث - عن بحث صحة المرأة في جامعة ييل (2002)
- جائزة التنمية المهنية - إدارة شؤون المحاربين القدامى (2001)
- جائزة البحث - معهد ستانلي الطبي (1999)